# Marcell Moraes
 Marcell Carvalho de Moraes  (Ruy Barbosa (Bahia), 29 de agosto de 1978), mais conhecido como  Marcell Moraes, é um político brasileiro filiado ao Partido da Social Democracia Brasileira (PSDB). Se elegeu em 2018 deputado estadual na Bahia, para a 19.ª legislatura.